# حشره‌خوار شکم‌بلوطی
 حشره‌خوار شکم‌بلوطی (نام علمی: Sorex ventralis) نام یک گونه از سرده حشره‌خوارهای دم‌دراز است.